# Großsteingrab Wernstedt
Das Großsteingrab Wernstedt war eine mögliche megalithische Grabanlage der jungsteinzeitlichen Tiefstichkeramikkultur bei Wernstedt, einem Ortsteil von Kalbe (Milde) im Altmarkkreis Salzwedel, Sachsen-Anhalt. Es wurde wohl spätestens im 19. Jahrhundert zerstört. Eine Beschreibung der Anlage liegt nicht vor, ihre mögliche Existenz ist nur durch die Bezeichnung „der Hühnerbusch“ auf einem historischen Messtischblatt belegt. Das Flurstück „Hühnerbusch“ liegt 2 Kilometer südwestlich von Wernstedt in einem Waldgebiet.